# BSO Grey's Anatomy
BSO Grey's Anatomy es la Banda Sonora Original de la serie de televisión estadounidense Grey's Anatomy. Hay tres volúmenes publicados, uno para cada temporada emitida de la serie. 

## Lista de canciones

### Volumen 1
El primer volumen de la banda sonora se publicó el 27 de septiembre de 2005.
1. The Postal Service - Such Great Heights
2. Róisín Murphy - Ruby Blue
3. Maria Taylor - Song Beneath the Song
4. Tegan and Sara - Where Does the Good Go?
5. Mike Doughty - Looking at the World from the Bottom of a Well
6. Get Set Go - Wait
7. The Eames Era - Could be Anything
8. Rilo Kiley - Portions for Foxes
9. Joe Purdy - The City
10. Medeski, Martin & Wood - End of the World Party
11. Ben Lee - Catch My Disease [Live]
12. The Ditty Bops - There's a Girl
13. The Radios - Whatever Gets You Through Today
14. Inara George - Fools in Love
15. Psapp - Cosy in the Rocket
16. Thirteen Senses - Into The Fire

### Volumen 2
El segundo volumen de la banda sonora se publicó 12 de septiembre de 2006.
1. The Fray - How to Save a Life
2. Moonbabies - War on Sound
3. Jim Noir - I Me You're
4. Ursula 1000 - Kaboom!
5. Anya Marina - Miss Halfway
6. Jamie Lidell - Multiply
7. KT Tunstall - Universe & U
8. Metric - Monster Hospital
9. Gomez - How We Operate [Radio Edit]
10. Kate Havnevik - Grace
11. The Chalets - Sexy Mistake
12. Gran Bel Fisher - Bound by Love
13. Get Set Go - I Hate Everyone [Clean Version]
14. Foy Vance - Homebird
15. Snow Patrol - Chasing Cars [Acoustic Version]

### Volumen 3
El tercer volumen de la banda sonora se publicó 11 de septiembre de 2007.
1. Peter, Bjorn & John - Young Folks
2. The Bird and the Bee - Again & Again
3. The Jealous Girlfriends - Something in the Water
4. Feist - Sealion
5. Bill Ricchini - "A Cold Wind Will Blow Through Your Door
6. Grace Potter & The Nocturnals - Falling Or Flying
7. Koop - Come To Me
8. Jesus Jackson - Running On Sunshine
9. Robert Randolph & the Family Band - Ain't Nothing Wrong With That
10. Paolo Nutini - Million Faces
11. Mat Kearney - Breathe In Breathe Out
12. Gomez - Moon and Sun
13. John Legend - Sun Comes Up
14. Ingrid Michaelson - Keep Breathing
15. Brandi Carlile - The Story

### Grey's Anatomy - the music event
Todas las canciones de esta edición son interpretadas por el elenco principal de la serie en el capítulo 18 de la séptima temporada.
1. Snow Patrol - Chasing Cars (en el capítulo la cantan:Callie, Owen, Bailey)
2. Anna Nalick - Breath (2AM)(en el capítulo la canta:Lexie)
3. Gomez - How we operate(en el capítulo la canta:Owen)
4. Get Set Go - Wait(en el capítulo la cantan:Bailey, April, Lexie,)
5. Jesus Jackson - Runnin' on sunshine(en el capítulo la cantan:Callie, Arizona, Owen, Lexie, Meredith, Teddy, Henry, Eli, Bailey y Alex
6. KT Tunstall - Universe & U(en el capítulo la cantan:Callie y Arizona)
7. Kate Havnevik - Grace(en el capítulo la canta:Callie)
8. The Fray - How to Save a Life(en el capítulo la cantan:(Owen, Meredith, April, Bailey, Teddy, Sloan, Arizona y Callie)
9. Brandi Carlile - The Story(en el capítulo la canta:Callie)
10. Psapp - Cosy in the rocket(en el capítulo la canta:Callie)

- Datos: Q438357